# Mine de Rixs Creek
La mine de Rixs Creek est une mine à ciel ouvert et souterraine de charbon située dans la Nouvelle-Galles du Sud en Australie. Ses opérations souterraines ont commencé en 1937 pour se finir en 1992, alors que ses activités à ciel ouvert ont commencé en 1964.